# Cinnamomum rupestre
Cinnamomum rupestre är en lagerväxtart som beskrevs av André Joseph Guillaume Henri Kostermans. Cinnamomum rupestre ingår i släktet Cinnamomum och familjen lagerväxter. Inga underarter finns listade i Catalogue of Life.